# Numy Silva
Lilia Angélica Silva López (n. el 11 de mayo de 1949 en Barrero Grande, Departamento de Cordillera, República del Paraguay) es una periodista, escritora y actriz paraguaya naturalizada argentina.

## Carrera
Escritora, actriz, dramaturga y cantante nació en Barrero Grande, Paraguay, departamento de las Cordilleras.
Egresó de la Facultad de Filosofía y Letras de la Universidad Nacional de Asunción como Licenciada en Periodismo.
Se exilió en Posadas en 1974, durante la dictadura de Alfredo Stroessner.
Se considera una «paraguantina» (paraguaya y argentina), aquí formó su familia junto al periodista Osvaldo E. Ortega, con quien tuvo dos hijos Liliana e Iván.
Trabajó en el diario El Territorio de Posadas desde 1975. En este medio creó y dirigió el suplemento Todocultura (1992-1997). Fue presidenta de la Sociedad Argentina de Escritores filial Misiones (SADEM), en los períodos 1996-2000 y 2004-2006.  Este último coincide con su cargo de directora de la revista «Mojón A».
Actualmente trabaja en la Subsecretaría de Cultura de la Provincia.

## Cine y TV
Trabajó en el programa de televisión “Misiones y el arte de su tierra” (1986-1989).
Como actriz, participó de la película Los Mensú con figuras de nivel nacional como Pablo Alarcón, Claudio García Satur, María José Demare, dirigida por José María Paolantonio. Producción de Canal 12 y Argentina Televisora Color (ATC) (1986), que obtuvo una Mención Especial en La Habana, Cuba.

## Obras de teatro
Realizó una serie de espectáculos poéticos-teatrales: Numy Silva se especializa en unipersonales. 
«No te diré el lugar de donde vengo», basada en la represión que se inició en 1976, actuación Numy Silva y Flora Ortigosa, con textos de Lincoln Silva, dirigida por Raúl «Rulo» Fernández; «Estación de Fuego», dirigida por Iván Moschner; «Julia Brandan» de José Emilio Paolantonio, codirigida por Maco Pacheco y Lucía Véliz, obra que fue premiada a nivel provincial, regional y Nacional, en el marco de la Fiesta Nacional del Teatro (2002). La obra «Julia Brandan», también mereció el premio Municipal Arandú (2004), actuación mejor actriz.
«Voto de luz en las manos», texto de Numy Silva, sobre el sufragio femenino y la vida de Eva Perón, dirigida por la coreógrafa Mónica Revinski.

## Obras literarias
Su obra poética está integrada por «Estación de lluvias» y «Días Oxidados» (poesía 1985); «Estación de Fuego» (poesías 1991) y «Cinco escritores cuentan», en colaboración (2007). Tanto en sus trabajos literarios como teatrales fueron publicados y representados, en Misiones, en otras provincias de la Argentina y en Perú, Brasil, Cuba y Paraguay.
Sus obras literarias también figuran en antologías locales, nacionales e internacionales.
Ha sido reconocida a nivel internacional con la Orden José María Arguedas por el Consejo Internacional  Todas Las Sangres con sede en Lima Perú, como trabajadora de la cultura, escritora y periodista, por la Presidente del Capítulo Argentina del CITLS Tatiana Cabaña y la Presidenta Fundadora del CITLS Beatriz Moreno de Rovegno. Fue nombrada  Gerente Mundial de Cultura de la Unión Hispano Mundial de Escritores (UHE), el 14 de mayo de 2014, y puesto en el cargo por su presidente fundador el poeta Carlos Garrido Chalén.

## La vida entre paréntesis
«La vida entre paréntesis» es una novela publicada en 2013 por la Editorial Universitaria de Misiones.
La obra trata sobre la historia de los militantes populares en Misiones que sufrieron persecuciones, cárceles, torturas, desapariciones, exilios, apropiaciones de niños de las presas políticas que parieron cautiverio, sobre la dictadura militar que se inició el 24 de marzo de 1976 y que concluyó el 10 de diciembre de 1983 con la vuelta de la democracia. 
Aquí Numy recopiló y recreó, en algunos casos de manera ficcionada, relatos de la vida de Ricardo «Pelito» Escobar y otros compañeros desde el inicio de su militancia hasta la posterior libertad sobre finales de la dictadura. La reconocida poeta y artista estuvo trabajando dos años en la realización del libro y el prólogo del libro está realizado por el historiador Felipe Pigna. «La vida entre paréntesis» tiene como protagonista a Ricardo Escobar y su madre Germania; su militancia desde sus 16 años, y su vida durante la dictadura militar de la que fue víctima junto a otros tantos compañeros hasta la libertad en el año 1983.